# Summer World University Games 2025/Teilnehmer (Ungarn)
| Gelbes Symbol für Goldmedaillen mit stilisierten Olympischen Ringen | Graues Symbol für Silbermedaillen mit stilisierten Olympischen Ringen | Braundes Symbol für Bronzemedaillen mit stilisierten Olympischen Ringen |
| ------------------------------------------------------------------- | --------------------------------------------------------------------- | ----------------------------------------------------------------------- |
| —                                                                   | 10                                                                    | 8                                                                       |

Ungarn nahm an den Summer World University Games 2025 vom 16. bis zum 27. Juli mit 170 Athleten (78 Männer und 92 Frauen) teil.

## Medaillen

### Medaillenspiegel
| Rang   | Sportart                   | Gold | Silber | Bronze | Gesamt |
| ------ | -------------------------- | ---- | ------ | ------ | ------ |
| 1      | Fechten                    | –    | 4      | 1      | 5      |
| 2      | Leichtathletik             | –    | 3      | 3      | 6      |
| 3      | Judo                       | –    | 1      | 1      | 2      |
| 4      | Schwimmen                  | –    | 1      | –      | 1      |
| 4      | Turnen                     | –    | 1      | –      | 1      |
| 6      | Rhythmische Sportgymnastik | –    | –      | 2      | 2      |
| 6      | Basketball                 | –    | –      | 1      | 1      |
| Gesamt | Gesamt                     | 0    | 10     | 8      | 18     |

### Medaillengewinner
| Name/n | Sportart                   | Wettkampf           |
| --- | -------------------------- | ------------------- |
| Silber |                            |                     |
| Soma Somody | Fechten                    | Degen Einzel        |
| Gergő Horváth | Fechten                    | Säbel Einzel        |
| Ádám Keresztes Gergely Kovács Maruan Osman-Touson Soma Somody                                                                                                  | Fechten                    | Degen Mannschaft    |
| Anna Spiesz | Fechten                    | Säbel Einzel        |
| Patrik Simon Enyingi | Leichtathletik             | 400 m               |
| Anna Tóth | Leichtathletik             | 110 m Hürden        |
| Szabina Szűcs | Leichtathletik             | Siebenkampf         |
| Róza Gyertyás | Judo                       | Klasse bis 57 kg    |
| Beatrix Tankó | Schwimmen                  | 100 m Schmetterling |
| Zója Székely | Turnen                     | Stufenbarren        |
| Bronze |                            |                     |
| Fanni Pigniczki | Rhythmische Sportgymnastik | Einzel Mehrkampf    |
| Fanni Pigniczki | Rhythmische Sportgymnastik | Reifen              |
| Edina Kardos | Fechten                    | Degen Einzel        |
| Gergely Nerpel | Judo                       | Klasse bis 90 kg    |
| Sára Mátó | Leichtathletik             | 400 m Hürden        |
| Márton Böndör | Leichtathletik             | Stabhochsprung      |
| István Palkovits | Leichtathletik             | 3000 m Hindernis    |
| Zsuzsanna Sitku Sára Laczkó Barbara Angyal Terka Dúl Eszter Varga Réka Dombai Dorina Takács Panka Dúl Lili Krasovec Janka Gyöngyösi Zsófia Telegdy Franka Tóth | Basketball                 | Frauen              |

## Teilnehmer nach Sportarten

### Badminton
| Männer - Balázs Pápai - Bálint Pápai - Bene Kiss - Barnabás Tóth | Frauen - Fanni Kiss - Hella Szűcs - Tünde Takács |

### Basketball

#### Basketball
Frauen
- Zsuzsanna Sitku
- Sára Laczkó
- Barbara Angyal
- Terka Dúl
- Eszter Varga
- Réka Dombai
- Dorina Takács
- Panka Dúl
- Lili Krasovec
- Janka Gyöngyösi
- Zsófia Telegdy
- Franka Tóth

#### 3×3-Basketball
Frauen
- Panna Zsámár
- Anna Dénes
- Tamara Szerencsés
- Mia Dávid

### Beachvolleyball
| Männer - Boldizsár Borbély - Domonkos Dóczi | Frauen - Eszter Vasvári - Zsófi Vasvári |

### Bogenschießen
Männer
- Gergő Elekes

### Fechten
| Männer - Soma Somody - Gergő Horváth - Maruan Osman-Touson - Ádám Keresztes - Gergely Kovács - Albert Bagdány - Dániel Zsigmond - Zoltán Gergely - Álmos Bálint - Bertalan Tóth - Benedek Dallos - Benedek Vigh | Frauen - Edina Kardos - Anna Spiesz - Emese Domonkos - Kíra Keszei - Viktória Pápai - Dorina Wimmer - Réka Salamon - Adél Büki - Gréta Marosi - Lilla Hanzl - Mária Nekifor - Zsófia Tölgyesi |

### Judo
| Männer - Gergely Nerpel - Bence Máthé - Áron Szabó - János Balogh - Benedek Tóth - Máté Lakos | Frauen - Róza Gyertyás - Jennifer Czerlau - Rebeka Keller - Brigitta Varga - Nikolett Sági |

### Leichtathletik
| Männer - Roland Imre - Ábel Takács - Patrik Enyingi - Dominik Illovszky - Márk Pap - Gergely Török - Mátyás Guth - Csaba Molnár - Zoltán Wahl - Norbert Tóth - Zalán Deák - István Palkovits - Ármin Lesták - Miklós Németh - Zsombor Gálpál - Zalán Strigencz - György Herczeg - Balázs Marx - Roland Gerics - Zsombor Zvekán - Csanád Csahóczi - Ádám Lomb - Márton Böndör - Marcell Nagy - Balázs Tóth - Zsombor Iván - Ernő Steigerwald - Balázs Plisz | Frauen - Sára Mátó - Regina Mohai - Virág Simon - Hédi Heffner - Anna Bognár - Anna Tóth - Laura Bankò - Gréta Varga - Lilla Bartha - Júlia Fodor - Tiziana Spiller - Gabriella Szabó - Zita Urbán - Villő Viszkeleti - Szabina Szűcs - Luca Keszthelyi - Fanni Kövér - Petra Garamvölgyi - Erna Virók - Dorottya Füleky |

### Rudern
| Männer - Balázs Szöllősi (Einer, Mixed-Doppelvierer) - Marcell Zudor (Doppelzweier) - István Althammer (Doppelzweier) - Ádám Csizmadia (Zweier ohne Steuermann) - Péter Gasztonyi (Zweier ohne Steuermann) - Keve Kertész (Mixed-Doppelvierer) | Frauen - Eszter Fehérvári (Einer) - Janka Zsíros (Doppelzweier, Mixed-Doppelvierer) - Viktória Harsányi (Doppelzweier, Mixed-Doppelvierer) |

### Schwimmen
| Männer - Anton Kocsu | Frauen - Nóra Flück - Laura Ilyés - Gerda Szilágyi - Beatrix Tankó - Alíz Kalmár - Sára Bozsó |

### Taekwondo
| Männer - Kelen Bailey | Frauen - Alexa László - Luca Patakfalvy |

### Tischtennis
| Männer - Erik Huzsvár - Dávid Molnár - Máté Ócsai - Dániel Hőgye | Frauen - Helga Dari - Írisz Laskai - Dorina Hudák - Anna Fejős |

### Turnen

#### Gerätturnen
Frauen
- Zsófia Kovács
- Bianka Schermann
- Zója Székely

### Rhythmische Sportgymnastik
| Athleten        | Wettbewerb       | Qualifikation | Qualifikation | Finale        | Finale        | Rang   |
| Athleten        | Wettbewerb       | Punkte        | Rang          | Punkte        | Rang          | Rang   |
| --------------- | ---------------- | ------------- | ------------- | ------------- | ------------- | ------ |
| Frauen          |                  |               |               |               |               |        |
| Fanni Pigniczki | Einzel Mehrkampf | —             | —             | 108.850       | 3             | Bronze |
| Fanni Pigniczki | Reifen           | 27.750        | 4             | 27.200        | 3             | Bronze |
| Fanni Pigniczki | Ball             | 26.900        | 4             | 27.400        | 5             | 5      |
| Fanni Pigniczki | Keulen           | 27.900        | 3             | 25.700        | 6             | 6      |
| Fanni Pigniczki | Band             | 26.300        | 5             | 25.950        | 6             | 6      |
| Hanna Wiesner   | Einzel Mehrkampf | —             | —             | 99.600        | 16            | 16     |
| Hanna Wiesner   | Reifen           | 26.600        | 8             | 25.000        | 8             | 8      |
| Hanna Wiesner   | Ball             | 23.350        | 28            | ausgeschieden | ausgeschieden | 28     |
| Hanna Wiesner   | Keulen           | 25.500        | 13            | ausgeschieden | ausgeschieden | 13     |
| Hanna Wiesner   | Band             | 24.150        | 23            | ausgeschieden | ausgeschieden | 23     |

### Wasserball
| Männer - Benedek Danka - Domonkos Farkas - Soma Lakatos - Balázs Nyíri - Bendegúz Kevi - Lőrinc Gábor - Gergely Szépfalvi - Döme Dala - Botond Bóbis - Péter Szalai - Benedek Baksa - Bendegúz Ekler - Ádám Pető | Frauen - Tamara Torkos - Rózsa Rádli - Csenge Dobos - Panna Petik - Róza Hajdú - Dorina Török - Nóra Golopencza - Nikolett Szabó - Villő Balogh - Enikő Rajna - Flóra Fekete - Zita Ármai - Panna Kudella |

### Wasserspringen
Frauen
- Patrícia Kun